# Zygfryd (hrabia Marchii)
Zygfryd (niem. Siegfried) – hrabia, rycerz niemiecki, syn margrabiego marchii wschodniej Hodona (965–993).
Zygfryd początkowo był mnichem w klasztorze Nienburg, w latach 1015–1030 stronnik Bolesława Chrobrego i Mieszka II, po śmierci ojca bez powodzenia dochodził swych praw do Łużyc Był dowódcą trzystu rycerzy niemieckich podczas wyprawy kijowskiej Bolesława Chrobrego w 1018 r. W czasie wyprawy na Saksonię w 1030 walczył w oddziałach polskiego króla Mieszka II, tam też zginął.